# Plocoscelus camptomerus
Plocoscelus camptomerus är en tvåvingeart som beskrevs av Jacques-Marie-Frangile Bigot 1886. Plocoscelus camptomerus ingår i släktet Plocoscelus och familjen skridflugor. Inga underarter finns listade i Catalogue of Life.